# Fulke Greville, 1:e baron Brooke
Fulke Greville, 1:e baron Brooke (de jure 13:e baron Latimer och 5:e baron Willoughby de Broke, innan 1621 känd som Sir Fulke Greville), född den 3 oktober 1554, död den 30 september 1628, var en engelsk poet, dramatiker och statsman. Greville föddes vid Beauchamp Court i närheten av Alcester, Warwickshire som den ende sonen till Sir Fulke Greville och Anne Neville, dottern till Ralph Neville, 4:e earl av Westmorland. Han hade en syster vid namn Margaret, som gifte sig med Sir Richard Verney. Greville började på Shrewsbury School 1564 och på Jesus College i Cambridge 1568.
Greville började arbeta i domstolen i Welsh Marches 1576, men lämnade detta arbete 1577 för att istället arbeta åt Elisabet I av Englands domstol. 1581 valdes han till parlamentsledamot för Southampton. 1587 var han med i slaget vid Coutras och runt 1591 var han i Normandie för att kämpa i Hugenottkrigen. Greville representerade sedan Warwickshire i parlamentet åren 1592–1593, 1597, 1601 och 1621. Han tog sedan över ägarskapet för Warwick Castle 1604, efter att Jakob I av England hade godkänt detta. Slottet var mer eller mindre förfallet när Greville tog över det, men han spenderade £20 000 på att återställa det i brukbart skick.
Den 30 september 1628 knivhöggs Greville till döds av sin vasall Ralph Heywood, som kände att han hade blivit lurad av Greville i dennes testamente. Heywood begick sedan självmord direkt efter dådet. Greville begravdes i Collegiate Church of St Mary, Warwick, Warwickshire.

## Verk
Biografier
- The Life of the Renowned Sir Philip Sidney (1625)

Läsdraman
- Alaham
- Mustapha (1609)

Versdikter
- Caelica i CX Sonnets
- Of Monarchy
- A Treatise of Religion
- A Treatie of Humane Learning
- An Inquisition upon Fame and Honour
- A Treatie of Warres

Övrig prosa
- Ett brev till en "Honourable Lady"
- Ett brev till Grevill Varney i Frankrike
- Ett kortare tal å Francis Bacons vägnar